# Krumbach (Vils)
Der Krumbach ist ein 15 km langer Bach im Landkreis Amberg-Sulzbach und der Stadt Amberg in der Oberpfalz in Bayern, der nach insgesamt ungefähr südsüdwestlichem Lauf auf dem Gebiet der Gemeinde Kümmersbruck von links in die Vils mündet.

## Verlauf
Der Krumbach entsteht auf über 455 m ü. NHN am Ostrand des Dorfes Urspring von Hirschau im baumbestandenen Inneren einer Straßengabel. Er läuft die ersten 400 Meter etwa östlich bis in einen wenig über 2 ha großen, auf 448 m ü. NHN liegenden Weiher vor der St 2238 Hirschau–Steiningloh und dem Hangwald Hohenschacht hinter ihr.  Aus dem See fließt er dann von der Straße begleitet in Richtung Südwesten aus und nimmt bald an der Mittelmühle nahe an zwei Weiherketten einen Zufluss von rechts von Urspring her und zwei solche von links aus dem oder vom Rande des am linken Hang liegenden Waldgebietes auf. Daraufhin durchläuft er das Gelände der Schwärzermühle und passiert dann das rechts auf dem Hang liegende Dorf Steiningloh.
Auf dem nunmehr lange fast südlichem Lauf folgt er dann weiter talabwärts dem Westrand des Freudenberger Dorfes Immenstetten, wonach die AS 30 in der kleinen Talmulde läuft, die im Westen an ein großes, hinter Bäumen verstecktes Industriegebiet grenzt. Hinter einer kleinen Waldenge öffnet sich nun auf der linken Seite die Flur weit zur Feldgemarkung um Freudenberg-Aschach, hier liegt links direkt am Bach die Greßmühle gegenüber dem großen Amberger Wald Wagrain.
Wenig danach wechselt der Krumbach ganz aufs Gebiet der Stadt Amberg, durchläuft Raigering und passiert das auf dem rechten Hang liegende Kleinraigering. Dann trennt er die östlichsten Teile der geschlossenen Stadtbebauung von Amberg auf dem Westhügel vom Stadtteil Krumbach, der sich vom Ufer ab den linken Hang hochzieht.
Gleich danach wechselt er ins Gebiet der Gemeinde Kümmersbruck über und schlägt hier einen engen, nach Südosten ausholenden Bogen von fast 180° um dessen Dorf Moos. Im Laufwechsel nach Südwesten durchquert er Gärmersdorf und läuft unter der B 85 hindurch. Neben der AS 27 tritt er daraufhin in den nordwestlichsten, auf Gärmersdorfer Teilgemarkung liegenden Siedlungsteil vom Kümmersbruck ein. Nachdem er diesen durchlaufen hat, mündet er gegenüber von dessen Dorf Haselmühl auf 370 m ü. NHN von links und Nordosten in die hier nach Südosten laufende Vils.

### BayernAtlas („BA“)
Amtliche Online-Gewässerkarte mit passendem Ausschnitt und den hier benutzten Layern: Lauf und Einzugsgebiet des Krumbachs

Allgemeiner Einstieg ohne Voreinstellungen und Layer: BayernAtlas der Bayerischen Staatsregierung (Hinweise)
1. ↑  Höhe abgefragt auf dem Hintergrundlayer Amtliche Karte (Rechtsklick).
2. 1 2  Höhe nach blauer Beschriftung auf dem Hintergrundlayer Amtliche Karte.
3. ↑  Seefläche abgemessen auf dem Hintergrundlayer Amtliche Karte.

### Sonstige
1. 1 2  Länge und Einzugsgebiet nach: Verzeichnis der Bach- und Flussgebiete in Bayern – Flussgebiet Naab, Seite 172 des Bayerischen Landesamtes für Umwelt, Stand 2016 (PDF; 4,0 MB) (Seitenzahlen können sich ändern.)